# Chrysocercops leprosulae
Chrysocercops leprosulae är en fjärilsart som beskrevs av Tosio Kumata 1992. Chrysocercops leprosulae ingår i släktet Chrysocercops och familjen styltmalar. Inga underarter finns listade i Catalogue of Life.